# AMC-2
AMC-2 (vormals GE-2) war ein kommerzieller Kommunikationssatellit des niederländischen Satellitenbetreibers SES World Skies.

## Geschichte
Der Satellit wurde ursprünglich als GE-2 für den US-amerikanischen Satellitenbetreiber GE Americom gebaut. Der Start erfolgte am 30. Januar 1997 auf einer Ariane-4-Trägerrakete vom Raumfahrtzentrum Guayana in einen Geotransferorbit. GE-2 wurde bei seiner geostationären Position auf 85° West in Betrieb genommen und löste Satcom K1 ab. Von dort konnte er in ganz Nordamerika empfangen werden.
Im Jahr 2001 wurde GE Americom an SES verkauft und hieß von dort an SES Americom. Der Satellit wurde in AMC-2 umbenannt. Ab 2009 wurde der Satellit dann von SES World Skies betrieben.
Inzwischen ist er inaktiv und befindet sich in einem Friedhofsorbit.

## Technische Daten
Lockheed Martin baute GE-2 auf Basis ihres Satellitenbusses der A2100-Serie. Der Satellit war mit jeweils 24 C- und Ku-Band-Transpondern ausgerüstet. Er war dreiachsenstabilisiert und wog beim Start ca. 2,7 Tonnen. Außerdem wurde er durch zwei große Solarmodule und Batterien mit Strom versorgt und besaß eine geplante Lebensdauer von 15 Jahren, welche er auch erreichte.